# V hoře
V hoře je název třetího řadového alba pražské písničkářky Radůzy. Nahráno bylo během února a března 2005 v pražském studiu Largo a vyšlo v dubnu téhož roku. Tvoří jej celkem 21 skladeb.

## Seznam skladeb
1. Dědek s cibulí (2:34)
2. Nebe-peklo-ráj (2:46)
3. Bylo nebylo (2:20)
4. Sněží (2:45)
5. Blondýnka (1:28)
6. Pandora (3:53)
7. De Nîmes (3:15)
8. V hoře (Nigardsbreen) (5:22)
9. Una cartolina (1:09)
10. Teď když spíš (1:48)
11. Plachta (1:34)
12. Papierosy (3:00)
13. Vojáček z cínové lodi (2:56)
14. Čutora (3:16)
15. Mulhouse (1:58)
16. Na sever (Forde) (2:03)
17. Zahrály housličky (1:36)
18. Vše je jedním (3:42)
19. Zas oči moje (3:27)
20. Tuti-boty-ré (1:49)
21. David (4:37)

## Obsazení
- Radůza – zpěv, akordeon (1, 3, 5-9, 11-13, 15-16, 18-20), kytara (14), kalimba (7), vozembouch (9), tleskání (2), píšťalka (18), hudba a texty (kromě písně Plachta, kterou složil Vladimír Vysockij, přeložila Radůza)
- František Raba – kontrabas (2, 4, 7, 10), housle (17)
- Omar Khaouaj – kytara (2, 4, 7, 10, 17)
- Ivana Pokorná – harfa (21)